# Самоцвіти Місяцю
«Самоцвіти Місяцю» (англ. Jewels from the Moon) — дитяча науково-фантастична збірка канадської письменниці Елеанор Кемерон, видана 1964 року з ілюстраціями від Віка Дауда. Незважаючи на те, що в романі представлені герої з п'яти книг Камерона «Грибна планета», вона є лише дотичною до серії. Насправді, «Самоцвіти Місяцю» мало відома навіть поціновувачам серії, оскільки була розроблена як шкільна книга та розповсюджена в такий спосіб Американською книжковою компанією. Книга об’ємом 64 сторінки та містить запитання щодо розуміння, обговорення та словникового запасу після кожної історії.

## Сюжет
Книга складається з двох романів. У першій, «Самоцвіти Місяцю», Чак Мастерсон та Девід Топман зустрічають таємничу, але добру стару даму (мікетянку, таку як і містер Басс), яка проводить їх у вражаючу подорож мрією. У другому романі, "Метеор, який не міг залишитися", Девід супроводжує Превітта Брюмбліджа (видатного персонажа «Планетоїда містера Басса» та «Таємниця для містера Басса») під час експедиції по відновленню частин брумблієвого метеориту.